# 美國動畫黃金時代
美国动画黄金时代是美国动画史中的一段时期、它始于1928年、随着同步声音的引入、并逐渐结束于20世纪60年代、随着电视动画的兴起。
这一时期出现了许多动画以及卡通人物，例如華特迪士尼動畫工作室的米老鼠、米妮老鼠、唐老鸭、黛丝鸭、高飞和布鲁托；Fleischer Studios的大力水手、 贝蒂娃娃和超人 ；华纳兄弟卡通的賓尼兔 、達菲鴨、波基豬、威利狼與嗶嗶鳥、翠迪鸟；米高梅卡通工作室的猫和老鼠和德鲁比；沃尔特·兰茨的啄木鸟伍迪；Terrytoons的太空飛鼠。
動畫電影就始於这一时期，例如1937年上映的白雪公主、1940年上映的木偶奇遇记和幻想曲、1941年上映的小飞象、1942年上映的小鹿斑比、1946年上映的为我谱上乐章、1948年上映的旋律时光、1949年上映的伊老師與小蟾蜍大歷險、1950年上映的仙履奇缘、1951年上映的爱丽丝梦游仙境、1953年上映的小飛俠、1955年上映的小姐与流浪汉、1959年上映的睡美人、1961年上映的101忠狗、1963石中劍、1967年上映的森林王子和1970年上映的猫儿历险记。 
真人电影与动画有很大的相关性，例如 1942年上映的致候吾友、1944年上映的西班牙三紳士、1945年上映的翠鳳艶曲、1946年上映的南方之歌、1947年上映的米奇与魔豆、1964年上映的歡樂滿人間和1971年上映的床把手和扫帚。  此外、定格动画也得到发展、电影有 1933年上映的金刚、1953年上映的原子怪獸、1956年上映的禁忌星球、1963年上映的杰逊王子战群妖和1968年上映的2001太空漫遊。 在此期间、动画也开始在电视上播出、与动画系列如 1960年上映的摩登原始人和1962年上映的杰森一家。